# Stefan Żeromski
Stefan Żeromski (Strawczyn, 14 ottobre 1864 – Varsavia, 20 novembre 1925) è stato uno scrittore polacco.
Scrittore dotato di uno stile vivace di stampo realista, ma con uno spirito neoromantico, fu definito da Czesław Miłosz «la coscienza della letteratura polacca» e le sue opere, ricche di impegno sociale e politico, ebbero un grande impatto sulla società polacca.
Già da vivente godette di grande stima nell'ambiente letterario europeo e nella pubblica opinione polacca, ma la sua candidatura al Premio Nobel per la letteratura fu ostacolata dall'ostilità degli intellettuali tedeschi e della destra polacca. Nel 1924 gli fu preferito il connazionale Władysław Reymont, che vinse il premio.

## Biografia
Nacque da una famiglia di nobiltà impoverita, che perse le sue fortune prima della ribellione polacca del 1863, nella quale il padre aveva sostenuto gli insorti e che ebbe grandissima influenza sulla sua vita e la sua poetica. Debuttò diciottenne con racconti propri e la traduzione di un poema di Lermontov pubblicati su una rivista. Afflitto da una forma iniziale di tubercolosi, iniziò gli studi di veterinaria nel 1886 e fu poi tutore privato per necessità finanziarie. Dal 1889 i suoi racconti vennero pubblicati con regolarità sulla rivista Tygodnik Powszechny. Sposatosi con Oktawia Rodkiewiczowa nel 1892, si spostò in Svizzera, dove fino al 1896 fu bibliotecario presso il Museo Polacco di Rapperswil, dove trovavano rifugio numerosi intellettuali polacchi. Visse in ristrettezze economiche fino ai primi successi letterari.
995
Rientrato in Polonia, trovò impiego come bibliotecario a Varsavia. Il suo primo romanzo, Syzyfowe prace ("La fatica di Sisifo"), in buona parte autobiografico ed ambientato nella città natale, fu pubblicato a Varsavia nel 1898 con lo pseudonimo di Maurycy Zych. Scrisse anche con lo pseudonimo di Jozef Katerla. Nel 1899 nacque suo figlio Adam. Continuò a scrivere storie brevi, pubblicate in diverse raccolte, fino al successivo romanzo, Ludzie bezdomni ("I senzatetto"), del 1900, dalla struttura frammentaria e complessa, che gli dette grande fama. Gli eroi idealisti dal tragico destino, pronti al sacrificio personale in nome del dovere verso la patria ma incapaci di scendere a patti con la normalità del quotidiano, protagonisti dei racconti e dei romanzi di questo primo periodo raccolsero le critiche di molti oppositori, spesso di destra. Essi coniarono il termine Żeromszczyzna per indicare tali caratteristiche in senso dispregiativo, in quanto a loro giudizio velleitarie e masochiste. Żeromski si era già avvicinato ai tempi dell'università al socialismo, di cui rimase un simpatizzante, seppur in una seconda fase deluso.
L'ispirazione patriottica delle origini si andò arricchendo di tematiche sociali e di approfondimento psicologico. Anche lo stile si adeguò, passando dal naturalismo degli esordi a un più maturo realismo venato di accenti lirici e melodrammatici, come nel romanzo storico Popioły ("Ceneri") del 1904, dalla gestazione lunghissima. I protagonisti del romanzo, che ricorda Guerra e pace nella struttura, lasciano la Polonia per combattere sotto le bandiere napoleoniche, per tornare nella terra natale con la "cenere nel cuore" per le miserie della guerra, ma il sacrificio non è stato vano, in quanto mantiene vive le speranze di libertà per il popolo polacco, sebbene in un quadro più ampio di pessimismo. L'opera incontrò l'ostilità della polizia zarista e fu anche confiscata. Di tema storico fu anche il dramma teatrale Róża ("Rosa") del 1909, incentrato sulla rivoluzione del 1905, con accenni alla sollevazione del 1863. Altre sue opere teatrali furono  Turon, Diventerò più bianco della neve, Sulkowski e Mi è sfuggita la quaglia.
Il successo letterario gli permise di dedicarsi a tempo pieno alla letteratura e all'impegno sociale a partire dal 1904 circa. In questo periodo contribuì alla fondazione di un'università popolare, tenne corsi per studenti e si occupò dei figli degli indigenti. Coinvolto nel processo-farsa a Stanisław Brzozowski, nel 1909 dovette lasciare il paese a causa delle persecuzioni della polizia zarista. Si spostò con la famiglia a Parigi, dove visse per tre anni. Al ritorno si stabilì per un breve periodo a Zakopane, nei suoi amati monti Tatra, quindi a Nałęczów in una casa trasformata in museo dopo la sua morte. Nel 1913 si risposò con la pittrice Anna Zawadzka, che gli dette una figlia.
Del 1913 è il romanzo Wierna rzeka ("Il fiume fedele"), che sembra anticipare Faulkner. Ambientato anch'esso durante la sollevazione del 1863, la storia d'amore tra un aristocratico polacco ferito e la signorina di piccola nobiltà che lo ospita in una casa, nel pieno di un conflitto raccontato non con uno sguardo d'insieme ma in un'ottica personalistica e in termini già definibili postmoderni, presenta diversi livelli di lettura.
Ispirata dall'adesione al socialismo utopico e dalla consapevolezza che né una presunta buona fede delle classi dominanti né la distruzione apportata delle rivoluzioni possono offrire basi solide per una società più giusta è la trilogia Walka z Szatanem ("Lotta con Satana") nel periodo 1916-1919: Nawracanie Judasza, Zamieć e Charitas.
Alla fine della prima guerra mondiale la Polonia nuovamente indipendente lo vide come una figura di riferimento tra gli intellettuali. Fu presidente del sindacato degli scrittori e prese parte alla fondazione di istituzioni accademiche e del PEN Club polacco. Negli ultimi anni si appassionò del mar Baltico, che gli ispirò la raccolta Wiatr od morza ("Vento dal mare") del 1922.
L'entusiasmo per la ritrovata libertà si spense ben presto davanti alla constatazione che gli storici problemi della società polacca perduravano. Il suo ultimo romanzo data l'anno della morte, 1925. Intitolato Przedwiośnie ("Preannuncio della primavera"), è pervaso dal pessimismo e dalla delusione nei confronti del socialismo e della società.
È sepolto nel cimitero della Chiesa Riformata di Varsavia e in Polonia gli sono stati dedicati diversi monumenti.

## Opere tradotte in italiano
- Tutto e nulla, Editore Slavia, Torino 1928.
- Fiume fedele, Editore fratelli Treves, Milano 1916.
- Ceneri, Editore Slavia, Torino 1930.
- La bellezza della vita, Editore Facchi, Milano 1920, traduzione di Vittoria Dambska.